# Arbre binaire
Pour les articles homonymes, voir Arbre (homonymie) et Binaire.
En informatique, un arbre binaire est une structure de données qui peut se représenter sous la forme d'une hiérarchie dont chaque élément est appelé nœud, le nœud initial étant appelé racine. Dans un arbre binaire, chaque élément possède au plus deux éléments fils au niveau inférieur, habituellement appelés gauche et droit. Du point de vue de ces éléments fils, l'élément dont ils sont issus au niveau supérieur est appelé père.
Au niveau le plus élevé, niveau 0, il y a un nœud racine. Au niveau directement inférieur, il y a au plus deux nœuds fils. En continuant à descendre aux niveaux inférieurs, on peut en avoir quatre, puis huit, seize, etc. c'est-à-dire la suite des puissances de deux. Un nœud n'ayant aucun fils est appelé feuille. 
Le niveau d'un nœud, autrement dit la distance entre ce nœud et la racine, est appelé profondeur. La hauteur de l'arbre est la profondeur maximale d'un nœud. Un arbre réduit à un seul nœud est de hauteur 0.
Les arbres binaires peuvent notamment être utilisés en tant qu'arbre binaire de recherche ou en tant que tas binaire de degré maximum 2.

Un exemple simple d'arbre binaire

## Définition dans la théorie des graphes
La théorie des graphes utilise une autre définition : un arbre binaire est un graphe connexe acyclique, tel que le degré de chaque nœud (ou vertex) soit au plus 3.
Cette définition n'identifie pas la racine, ni le côté des fils. On peut choisir comme racine d'un arbre binaire tout nœud d'un tel graphe. Avec une racine ainsi choisie, chaque nœud aura un unique parent défini et deux fils ; toutefois, ces informations sont insuffisantes pour distinguer un fils droit d'un fils gauche. Une forêt binaire est un graphe acyclique, tel que le degré de chaque nœud (ou vertex) soit au plus 3. Chaque composante connexe d'une forêt binaire est un arbre binaire.

## Types d'arbres binaires
- Un arbre binaire (ou binaire-unaire) est un arbre avec une racine dans lequel chaque nœud a au plus deux fils.
- Un arbre binaire strict ou localement complet est un arbre dont tous les nœuds possèdent zéro ou deux fils.
- Un arbre binaire dégénéré est un arbre dans lequel tous les nœuds internes n'ont qu'un seul fils. Ce type d'arbre n'a qu'une unique feuille et peut être vu comme une liste chaînée.
- Un arbre binaire parfait est un arbre binaire strict dans lequel toutes les feuilles (nœuds n'ayant aucun fils) sont à la même distance de la racine (c'est-à-dire à la même profondeur). Il s'agit d'un arbre dont tous les niveaux sont remplis : où tous les noeuds internes ont deux fils et où tous les noeuds externes ont la même hauteur.
- Un arbre binaire complet ou presque complet, à ne pas confondre avec localement complet (ci-dessus), est un arbre dans lequel tous les niveaux sont remplis à l'exception éventuelle du dernier, dans lequel les feuilles sont alignées à gauche. On peut le voir comme un arbre parfait dont le dernier niveau aurait été privé de certaines de ses feuilles en partant de la plus à droite. Une autre façon de le voir serait un arbre binaire strict dans lequel les feuilles ont pour profondeur n ou n-1 pour un n donné. Le caractère éventuel est important : un arbre parfait est nécessairement presque complet tandis qu'un arbre presque complet peut être parfait.

Il existe des usages contradictoires des termes complet et parfait, qui peuvent être utilisés comme décrits ci-dessus, mais qui peuvent parfois être intervertis. Cela peut créer des confusions ou malentendus, raison pour laquelle on pourra choisir d'utiliser le terme presque complet pour parler d'un arbre au dernier niveau éventuellement non rempli. Des confusions peuvent aussi exister entre le français et l'anglais, dans lequel on trouve les termes perfect et complete, avec à nouveau des utilisations différentes suivant les personnes.

## Méthode pour stocker des arbres binaires
Les arbres binaires peuvent être construits à partir de primitives d'un langage de programmation de différentes manières. Dans un langage de programmation avec structures et pointeurs (ou références), les arbres binaires peuvent être définis par une structure à trois champs: les données (génériques), un pointeur vers son fils droit et un autre vers son fils gauche. Chaque pointeur peut être nul. Les pointeurs doivent former un graphe acyclique. On peut choisir d'ajouter un pointeur vers son unique parent (qui sera nul pour la racine). Certaines représentations remplacent la valeur de pointeur nulle par un pointeur vers un nœud sentinelle.
Les arbres binaires peuvent aussi être rangés dans des tableaux, et si l'arbre est un arbre binaire complet, cette méthode ne gaspille pas de place, et la donnée structurée résultante est appelée un tas. Dans cet arrangement compact, un nœud a un indice i, et (le tableau étant basé sur des zéros) ses fils se trouvent aux indices 2i+1 et 2i+2, tandis que son père se trouve (s'il existe) à l'indice floor(i-1)/2). Cette méthode permet de bénéficier d'un encombrement moindre, et d'un meilleur référençage, en particulier durant un parcours préfixe. Toutefois, elle requiert une mémoire contigüe, elle est coûteuse s'il s'agit d'étendre l'arbre et l'espace perdu (dans le cas d'un arbre binaire non complet) est proportionnel à 2h - n pour un arbre de profondeur h avec n nœuds.
Dans les langages à types algébriques comme ML, Haskell, un nœud est défini comme une union de deux types de nœud, l'un étant un triplet contenant les données et (récursivement) ses fils droit et gauche, et l'autre un nœud vide, qui joue le rôle de la valeur nulle des langages avec pointeurs. L'avantage de cette définition est que le langage garantit l'acyclicité.

## Méthode d'itération des arbres binaires
Souvent, il est souhaitable de visiter chacun des nœuds dans un arbre et d'y examiner la valeur. Il existe plusieurs ordres dans lesquels les nœuds peuvent être visités, et chacun a des propriétés utiles qui sont exploitées par les algorithmes basés sur les arbres binaires.

### Parcours préfixe, infixe et postfixe
(parfois appelés préordre, inordre et postordre)
Soit un arbre A de type Arbre, de racine racine(A) et ses deux fils gauche(A) et droite(A). Nous pouvons écrire les fonctions suivantes (remarquez la position de la ligne visiter (A)) :

#### Parcours préfixe
```
visiterPréfixe(Arbre A) :
    visiter (A)
    si nonVide (gauche(A))
          visiterPréfixe(gauche(A))
    si nonVide (droite(A))
          visiterPréfixe(droite(A))

```

Ceci affiche les valeurs de l'arbre en ordre préfixe. Dans cet ordre, chaque nœud est visité puis chacun de ses fils.

#### Parcours postfixe ou suffixe
```
visiterPostfixe(Arbre A) :
    si nonVide(gauche(A))
       visiterPostfixe(gauche(A))
    si nonVide(droite(A))
       visiterPostfixe(droite(A))
    visiter(A)

```

Dans un parcours postfixe ou suffixe, on affiche chaque nœud après avoir affiché chacun de ses fils.

#### Parcours infixe
```
visiterInfixe(Arbre A) :
    Si nonVide(gauche(A))
       visiterInfixe(gauche(A))
    visiter(A)
    Si nonVide(droite(A))
       visiterInfixe(droite(A))

```

Un parcours infixe, comme ci-dessus, visite chaque nœud entre les nœuds de son sous-arbre de gauche et les nœuds de son sous-arbre de droite. C'est une manière assez commune de parcourir un arbre binaire de recherche, car il donne les valeurs dans l'ordre croissant.
Pour comprendre pourquoi cela est le cas, si n est un nœud dans un arbre binaire de recherche, alors tous les éléments dans le sous-arbre de gauche du nœud n seront inférieurs à n et ceux dans le sous-arbre de droite seront supérieurs ou égaux à n. Ainsi, si nous visitons le sous-arbre de gauche dans l'ordre, de manière récursive, puis que nous visitons n, et que nous visitons le sous-arbre de droite, nous aurons visité l'ensemble du sous-arbre enraciné en n dans l'ordre.
| Un exemple simple d'arbre binaire | Dans cet arbre binaire, - Rendu du parcours préfixe : 1, 2, 4, 5, 7, 8, 3, 6, 9 - Rendu du parcours postfixe : 4, 7, 8, 5, 2, 9, 6, 3, 1 - Rendu du parcours infixe : 4, 2, 7, 5, 8, 1, 3, 9, 6 - Rendu du parcours en largeur : 1, 2, 3, 4, 5, 6, 7, 8, 9 |

Nous pouvons effectuer ces parcours avec un langage fonctionnel comme Haskell avec le code suivant :
```
data Tree a = Leaf | Node(a, Tree a, Tree a)

preorder Leaf = []
preorder (Node (x, left,right)) = [x] ++ (preorder left) ++ (preorder right)

postorder Leaf = []
postorder (Node (x, left,right)) = (postorder left) ++ (postorder right) ++ [x]

inorder Leaf = []
inorder (Node (x, left,right)) = (inorder left) ++ [x] ++ (inorder right)

```

Tous ces algorithmes récursifs utilisent une pile mémoire proportionnelle à la profondeur des arbres. Si nous rajoutons dans chaque nœud une référence à son parent, alors nous pouvons implémenter tous ces parcours en utilisant des espaces mémoires uniquement constants et un algorithme itératif. La référence au parent occupe cependant beaucoup d'espace ; elle n'est réellement utile que si elle est par ailleurs nécessitée ou si la pile mémoire est particulièrement limitée. Voici par exemple, l'algorithme itératif pour le parcours infixe :
```
VisiterInfixeIteratif(racine)
    precedent    := null
    actuel       := racine
    suivant      := null

    Tant que (actuel != null) Faire
        Si (precedent == pere(actuel)) Alors
            precedent := actuel
            suivant   := gauche(actuel)
        FinSi
        Si (suivant == null OU precedent == gauche(actuel)) Alors
            Visiter(actuel)
            precedent := actuel
            suivant   := droite(actuel)
        FinSi
        Si (suivant == null OU precedent == droite(actuel)) Alors
            precedent := actuel
            suivant   := pere(actuel)
        FinSi
        actuel := suivant
    FinTantQue

```

### Parcours en profondeur
Avec ce parcours, nous tentons toujours de visiter le nœud le plus éloigné de la racine que nous pouvons, à la condition qu'il soit le fils d'un nœud que nous avons déjà visité. À l'opposé des parcours en profondeur sur les graphes, il n'est pas nécessaire de connaître les nœuds déjà visités, car un arbre ne contient pas de cycles. Les parcours préfixe, infixe et postfixe sont des cas particuliers de ce type de parcours.
Pour effectuer ce parcours, il est nécessaire de conserver une liste des éléments en attente de traitement. Dans le cas du parcours en profondeur, il faut que cette liste ait une structure de pile (de type LIFO, Last In, First Out autrement dit : « dernier entré, premier sorti »). Dans cette implémentation, on choisira également d'ajouter les fils d'un nœud de droite à gauche.
```
ParcoursProfondeur(Arbre A) {
   S = Pilevide
   ajouter(Racine(A), S)
   Tant que (S != Pilevide) {
       nœud = premier(S)
       retirer(S)
       Visiter(nœud) //On choisit de faire une opération
       Si (droite(nœud) != null) Alors
           ajouter(droite(nœud), S)
       Si (gauche(nœud) != null) Alors
           ajouter(gauche(nœud), S)
   }
}
```

### Parcours en largeur
Contrairement au précédent, ce parcours essaie toujours de visiter le nœud le plus proche de la racine qui n'a pas déjà été visité. En suivant ce parcours, on va d'abord visiter la racine, puis les nœuds à la profondeur 1, puis 2, etc. D'où le nom parcours en largeur.
L'implémentation est quasiment identique à celle du parcours en profondeur à ce détail près qu'on doit cette fois utiliser une structure de file d'attente (de type FIFO, First in, first out autrement dit « premier entré, premier sorti »), ce qui induit que l'ordre de sortie n'est pas le même (i.e. on permute gauche et droite dans notre traitement).
```
ParcoursLargeur(Arbre A) {
   f = FileVide
   enfiler(Racine(A), f)
   Tant que (f != FileVide) {
       nœud = defiler(f)
       Visiter(nœud)                        //On choisit de faire une opération
       Si (gauche(nœud) != null) Alors
           enfiler(gauche(nœud), f)
       Si (droite(nœud) != null) Alors
           enfiler(droite(nœud), f)
   }
}
```

## Transformation d'un arbre quelconque en un arbre binaire
Il existe une injection entre les arbres triés généraux et les arbres binaires, qui est spécialement utilisée par Lisp pour représenter les arbres triés généraux en tant qu'arbres binaires. Chaque nœud N dans l'arbre trié correspond au nœud N' dans l'arbre binaire ; le fils gauche de N' est le nœud correspondant au premier fils de N, et le fils droit de N' est le nœud correspondant au prochain frère de N - qui est le nœud suivant dans l'ordre parmi les enfants du père de N.
Une manière de se représenter ceci est de penser que chaque fils d'un nœud est dans une liste liée, mutuellement liés par leurs champs droits, et que le nœud possède seulement un pointeur vers le début de la liste, jusqu'à son champ gauche.
Par exemple, dans l'arbre de gauche, A a 6 fils : {B, C, D, E, F, G}. Il peut être converti en arbre binaire (comme celui de droite).
Cet arbre binaire peut être considéré comme l'arbre original incliné en longueur, avec les côtés noirs de gauche représentant les premiers fils et les côtés bleus de droite représentant ses prochains frères. La part de l'arbre de gauche pourrait être codée en Lisp comme ceci :
(((M N) H I) C D ((O) (P)) F (L))
qui pourrait être implémentée en mémoire comme l'arbre binaire de droite, sans les lettres des nœuds qui ont un fils gauche.

### Algorithmes utilisant des arbres binaires
- Codage de Huffman
- Algorithme des nœuds chapeaux

### Arbres binaires particuliers
- Arbre binaire de recherche
- Arbre AVL
- Arbre bicolore (arbre rouge-noir)
- Arbre cousu

### Autres types d'arbres
- Arbre B
- Arbre BSP
- Arbre ternaire (en)